# Sámské jazyky
Sámské, saamské neboli laponské jazyky je skupina ugrofinské větve uralských jazyků, kterým hovoří Sámové převážně v Laponsku, severní Evropě (v částech severního Finska, Norska, Švédska a úplného severozápadu Ruska). V závislosti na povaze a podmínkách existuje dělení na deset nebo více sámských jazyků.

## Historie názvu
Tradičnější označení laponština, které se uchytilo v mnoha jazycích Evropy, je exonymem, které obyvatelé získali kdysi s pejorativním nádechem od germánského obyvatelstva dle Lappi - hařík (dle způsobu odívání, přičemž později pejorativní nádech vymizel). Novější varianta sámština vychází ze sámského endonyma.

## Popis
Sámské jazyky, stejně jako ostatní uralské jazyky, patří typově především k aglutinačním jazykům, tzn. že k základu slova se připojují gramatické morfémy, kterým v jazycích jiného typu funkčně odpovídají celá slova. S aglutinací souvisí například výskyt posesivních sufixů. Dále v sámských jazycích chybí kategorie rodu, člen, do jisté míry v nich lze najít vokálovou harmonii, jestliže ji nechápeme pouze jako jednoduchou alternaci předních a zadních samohlásek koncovek a přípon. Sámské jazyky mají menší počet pádů, než je tomu běžné u jiných jazyků této skupiny. Obvyklými pády jsou nominativ, akuzativ, genitiv, illativ, lokativ, komitativ a essiv. Sámská slovesa mají i tvar duálu pro vyjádření dvou životných osob. Sámská adjektiva mají dva základní tvary: tvar atributivní a predikativní, tzn. že užití jednoho z těchto tvarů závisí na postavení adjektiva ve větě – je-li atributem, nebo částí predikátu.

## Dělení
Sámové dodnes mluví devíti sámskými jazyky, ve dvou zaniklých se dochovaly texty. Mnoho těchto jazyků má navíc několik dialektů, takže mezi jednotlivými jazyky jsou plynulé přechody.
- Západosámské jazyky
  - Severní sámština
  - Lulejská sámština
  - Pitejská sámština
  - Umejská sámština
  - Jižní sámština
- Východosámské jazyky
  - Kildinská sámština
  - Skoltská sámština
  - Terská sámština
  - † Akkalská sámština
  - Inarijská sámština
  - † Kemijská sámština

Dělení podle Ethnologue:
- Východosámské jazyky - akkalská sámština, inarijská sámština, kildinská sámština, skoltská sámština, terská sámština
- Západosámské jazyky
  - Severní západosámské jazyky - severní sámština, lulejská sámština, pitejská sámština
  - Jižní západosámské jazyky - umejská sámština, jižní sámština